# Listă de comune din raionul Soroca
Această listă conține comunele din raionul Soroca, Republica Moldova, cu satele din componența lor. Celulele gri indică localitățile consemnate ca „sat (comună)” în Legea privind organizarea administrativ-teritorială a Republicii Moldova.
| Comuna          | Satul de reședință | Sate componente   |
| --------------- | ------------------ | ----------------- |
| Bădiceni        | Bădiceni           | Bădiceni          |
| Bădiceni        | Bădiceni           | Grigorăuca        |
| —               | —                  | Băxani            |
| Bulboci         | Bulboci            | Bulboci           |
| Bulboci         | Bulboci            | Bulbocii Noi      |
| Căinarii Vechi  | Căinarii Vechi     | Căinarii Vechi    |
| Căinarii Vechi  | Căinarii Vechi     | Floriceni         |
| Cosăuți         | Cosăuți            | Cosăuți           |
| Cosăuți         | Cosăuți            | Iorjnița          |
| Cremenciug      | Cremenciug         | Cremenciug        |
| Cremenciug      | Cremenciug         | Livezi            |
| Cremenciug      | Cremenciug         | Sobari            |
| Cremenciug      | Cremenciug         | Valea             |
| Dărcăuți        | Dărcăuți           | Dărcăuți          |
| Dărcăuți        | Dărcăuți           | Dărcăuții Noi     |
| Dărcăuți        | Dărcăuți           | Mălcăuți          |
| —               | —                  | Dubna             |
| —               | —                  | Egoreni           |
| Holoșnița       | Holoșnița          | Cureșnița         |
| Holoșnița       | Holoșnița          | Holoșnița         |
| —               | —                  | Hristici          |
| Iarova          | Iarova             | Balinți           |
| Iarova          | Iarova             | Balinții Noi      |
| Iarova          | Iarova             | Iarova            |
| Nimereuca       | Nimereuca          | Cerlina           |
| Nimereuca       | Nimereuca          | Nimereuca         |
| —               | —                  | Oclanda           |
| Ocolina         | Ocolina            | Ocolina           |
| Ocolina         | Ocolina            | Țepilova          |
| Parcani         | Parcani            | Parcani           |
| Parcani         | Parcani            | Voloave           |
| Pîrlița         | Pîrlița            | Pîrlița           |
| Pîrlița         | Pîrlița            | Vanțina           |
| Pîrlița         | Pîrlița            | Vanțina Mică      |
| —               | —                  | Racovăț           |
| —               | —                  | Redi-Cereșnovăț   |
| Regina Maria    | Regina Maria       | Lugovoe           |
| Regina Maria    | Regina Maria       | Regina Maria      |
| Rublenița       | Rublenița          | Rublenița         |
| Rublenița       | Rublenița          | Rublenița Nouă    |
| —               | —                  | Rudi              |
| Schineni        | Schineni           | Schineni          |
| Schineni        | Schineni           | Schinenii Noi     |
| Stoicani        | Stoicani           | Soloneț           |
| Stoicani        | Stoicani           | Stoicani          |
| —               | —                  | Șeptelici         |
| Șolcani         | Șolcani            | Cureșnița Nouă    |
| Șolcani         | Șolcani            | Șolcani           |
| Tătărăuca Veche | Tătărăuca Veche    | Decebal           |
| Tătărăuca Veche | Tătărăuca Veche    | Niorcani          |
| Tătărăuca Veche | Tătărăuca Veche    | Slobozia Nouă     |
| Tătărăuca Veche | Tătărăuca Veche    | Tătărăuca Nouă    |
| Tătărăuca Veche | Tătărăuca Veche    | Tătărăuca Veche   |
| Tătărăuca Veche | Tătărăuca Veche    | Tolocănești       |
| —               | —                  | Trifăuți          |
| Vasilcău        | Vasilcău           | Inundeni          |
| Vasilcău        | Vasilcău           | Ruslanovca        |
| Vasilcău        | Vasilcău           | Vasilcău          |
| Vărăncău        | Vărăncău           | Slobozia-Cremene  |
| Vărăncău        | Vărăncău           | Slobozia-Vărăncău |
| Vărăncău        | Vărăncău           | Vărăncău          |
| Vădeni          | Vădeni             | Dumbrăveni        |
| Vădeni          | Vădeni             | Vădeni            |
| —               | —                  | Visoca            |
| Volovița        | Volovița           | Alexandru cel Bun |
| Volovița        | Volovița           | Volovița          |
| —               | —                  | Zastînca          |